# Squash-Weltmeisterschaften im Doppel und Mixed 2004/Mixed
Das Mixed der Weltmeisterschaften im Doppel und Mixed 2004 im Squash wurde vom 13. bis 17. Dezember 2004 ausgetragen.
Im Finale der beiden topgesetzten Doppel setzten sich die Australier Rachael Grinham und David Palmer gegen Shelley Kitchen und Glen Wilson aus Neuseeland mit 11:8, 9:8 und 9:8 durch.
Das Teilnehmerfeld bestand aus 13 Doppelpaarungen, die in vier Gruppen im Round-Robin-Modus gegeneinander antraten. Die Gruppensieger und Zweitplatzierten kamen ins Viertelfinale und spielten im K.-o.-System die Plätze eins bis acht aus. Die Setzung bei den Positionen drei und vier sowie den Positionen fünf bis acht wurde in Form einer gruppierten Setzung vorgenommen. Diese Setzungen werden daher nachfolgend alphabetisch angegeben.

## Setzliste
| Nr. | Paarung                      | Erreichte Runde |
| --- | ---------------------------- | --------------- |
| 01. | Rachael Grinham David Palmer | Sieg            |
| 02. | Shelley Kitchen Glen Wilson  | Finale          |
| 03. | Nicol David Ong Beng Hee     | Gruppenphase    |
| 04. | Natalie Grinham Dan Jenson   | Halbfinale      |

| Nr. | Paarung                                 | Erreichte Runde |
| --- | --------------------------------------- | --------------- |
| 05. | Tricia Chuah Mohd Azlan Iskandar        | Viertelfinale   |
| 06. | Angelique Clifton-Parks Michael Tootill | Gruppenphase    |
| 07. | Dianne Desira Cameron White             | Halbfinale      |
| 08. | Latasha Khan Jamie Crombie              | Gruppenphase    |

### Zeichenerklärung
- Q = Qualifikant
- WC = Wildcard
- LL = Lucky Loser
- ALT = Ersatz (alternate)
- PR = Protected Ranking
- r = Aufgabe (retired)
- d = Disqualifikation
- w.o. = walkover

## Ergebnisse

### Vorrunde

#### Gruppe A
| Rang | Setzung | Doppel                                  | Sp. | S | N | S.-Diff. | P.-Diff. | Pkt. |
| ---- | ------- | --------------------------------------- | --- | - | - | -------- | -------- | ---- |
| 1    | 1       | Rachael Grinham David Palmer            | 2   | 2 | 0 | 6:0      | 56:29    | 4    |
| 2    |         | Lara Petera Callum O’Brien              | 2   | 1 | 1 | 3:4      | 49:44    | 2    |
| 3    | 5/8     | Angelique Clifton-Parks Michael Tootill | 2   | 0 | 2 | 1:6      | 31:63    | 0    |

| Spieler          | Spieler                 | Ergebnis           |
| ---------------- | ----------------------- | ------------------ |
| Petera / O’Brien | Clifton-Parks / Tootill | 9:4, 9:0, 7:9, 9:4 |
| Grinham / Palmer | Clifton-Parks / Tootill | 9:3, 9:3, 11:8     |
| Grinham / Palmer | Petera / O’Brien        | 9:6, 9:6, 9:3      |

#### Gruppe B
| Rang | Setzung | Doppel                        | Sp. | S | N | S.-Diff. | P.-Diff. | Pkt. |
| ---- | ------- | ----------------------------- | --- | - | - | -------- | -------- | ---- |
| 1    | 2       | Shelley Kitchen Glen Wilson   | 2   | 2 | 0 | 6:1      | 60:40    | 4    |
| 2    |         | Joshna Chinappa Saurav Ghosal | 2   | 1 | 1 | 4:5      | 63:69    | 2    |
| 3    | 5/8     | Latasha Khan Jamie Crombie    | 2   | 0 | 2 | 2:6      | 53:67    | 0    |

| Spieler           | Spieler           | Ergebnis                 |
| ----------------- | ----------------- | ------------------------ |
| Chinappa / Ghosal | Khan / Crombie    | 9:11, 9:5, 9:6, 4:9, 9:5 |
| Kitchen / Wilson  | Chinappa / Ghosal | 9:2, 9:8, 6:9, 9:4       |
| Kitchen / Wilson  | Khan / Crombie    | 9:6, 9:4, 9:7            |

#### Gruppe C
| Rang | Setzung | Doppel                         | Sp. | S | N | S.-Diff. | P.-Diff. | Pkt. |
| ---- | ------- | ------------------------------ | --- | - | - | -------- | -------- | ---- |
| 1    | 5/8     | Dianne Desira Cameron White    | 3   | 3 | 0 | 9:2      | 98:67    | 6    |
| 2    |         | Rebecca Chiu Abdul Faheem Khan | 3   | 2 | 1 | 6:5      | 78:71    | 4    |
| 3    | 3/4     | Nicol David Ong Beng Hee       | 3   | 1 | 2 | 7:6      | 100:96   | 2    |
| 4    |         | Louisa Hall Preston Quick      | 3   | 0 | 3 | 0:9      | 41:83    | 0    |

| Spieler          | Spieler          | Ergebnis                  |
| ---------------- | ---------------- | ------------------------- |
| Desira / White   | Hall / Quick     | 9:6, 9:4, 9:2             |
| Chiu / Khan      | David / Beng Hee | 9:5, 5:9, 4:9, 9:5, 9:3   |
| Desira / White   | Chiu / Khan      | 11:9, 9:2, 9:4            |
| David / Beng Hee | Hall / Quick     | 9:5, 9:3, 11:10           |
| Chiu / Khan      | Hall / Quick     | 9:6, 9:1, 9:4             |
| Desira / White   | David / Beng Hee | 7:9, 11:10, 9:4, 6:9, 9:8 |

#### Gruppe D
| Rang | Setzung | Doppel                           | Sp. | S | N | S.-Diff. | P.-Diff. | Pkt. |
| ---- | ------- | -------------------------------- | --- | - | - | -------- | -------- | ---- |
| 1    | 3/4     | Natalie Grinham Dan Jenson       | 2   | 2 | 0 | 6:1      | 65:40    | 4    |
| 2    | 5/8     | Tricia Chuah Mohd Azlan Iskandar | 2   | 1 | 1 | 3:4      | 50:51    | 2    |
| 3    |         | Diana Argyle Paul Atkinson       | 2   | 0 | 2 | 2:6      | 47:71    | 0    |

| Spieler          | Spieler           | Ergebnis            |
| ---------------- | ----------------- | ------------------- |
| Chuah / Iskandar | Argyle / Atkinson | 9:3, 8:11, 9:7, 9:1 |
| Grinham / Jenson | Chuah / Iskandar  | 9:1, 9:6, 11:8      |
| Grinham / Jenson | Argyle / Atkinson | 7:9, 11:8, 9:3, 9:5 |

### Finalrunde
| Viertelfinale | Viertelfinale                    | Viertelfinale | Viertelfinale | Viertelfinale | Viertelfinale | Viertelfinale |  |  | Halbfinale | Halbfinale                   | Halbfinale | Halbfinale | Halbfinale | Halbfinale | Halbfinale |   |                              | Finale                      | Finale | Finale | Finale | Finale | Finale | Finale |
|               |                                  |               |               |               |               |               |  |  |            |                              |            |            |            |            |            |   |                              |                             |        |        |        |        |        |        |
| 1             | Rachael Grinham David Palmer     | 9             | 9             | 9             |               |               |  |  |            |                              |            |            |            |            |            |   |                              |                             |        |        |        |        |        |        |
|               | Rebecca Chiu Abdul Faheem Khan   | 4             | 2             | 3             |               |               |  |  | 1          | Rachael Grinham David Palmer | 9          | 9          | 9          |            |            |   |                              |                             |        |        |        |        |        |        |
|               | Joshna Chinappa Saurav Ghosal    | 11            | 9             | 3             | 5             |               |  |  | 5/8        | Dianne Desira Cameron White  | 5          | 3          | 8          |            |            |   |                              |                             |        |        |        |        |        |        |
| 5/8           | Dianne Desira Cameron White      | 10            | 11            | 9             | 9             |               |  |  |            |                              |            |            |            |            |            | 1 | Rachael Grinham David Palmer | 11                          | 9      | 9      |        |        |        |        |
| 3/4           | Natalie Grinham Dan Jenson       | 9             | 11            | 6             | 7             | 9             |  |  |            |                              |            |            |            |            |            |   | 2                            | Shelley Kitchen Glen Wilson | 8      | 8      | 8      |        |        |        |
|               | Lara Petera Callum O’Brien       | 6             | 9             | 9             | 9             | 4             |  |  | 3/4        | Natalie Grinham Dan Jenson   | 6          | 9          | 9          | 7          | 10         |   |                              |                             |        |        |        |        |        |        |
| 5/8           | Tricia Chuah Mohd Azlan Iskandar | 3             | 2             | 6             |               |               |  |  | 2          | Shelley Kitchen Glen Wilson  | 9          | 7          | 3          | 9          | 11         |   |                              |                             |        |        |        |        |        |        |
| 2             | Shelley Kitchen Glen Wilson      | 9             | 9             | 9             |               |               |  |  |            |                              |            |            |            |            |            |   |                              |                             |        |        |        |        |        |        |

|  | Spiel um Platz 3 |                             |   |   |   |  |  |
|  |                  |                             |   |   |   |  |  |
|  | 5/8              | Dianne Desira Cameron White | 3 | 3 | 2 |  |  |
|  | 3/4              | Natalie Grinham Dan Jenson  | 9 | 9 | 9 |  |  |